# Voronija
Kruberova jeskyně nebo též Voronija (abchazsky Ӡоу Аҳаҧы, gruzínsky კრუბერის გამოქვაბული) je vysokohorská propasťovitá jeskyně, nacházející se na krasovém plató Arabika (Arbaika) v regionu Abcházie v horách Západního Kavkazu. První část pojmenování je odvozena od příjmení ruského geologa Alexandra A. Krubera, který Arabiku navštívil v roce 1911 a předpověděl pravděpodobnost výskytu jeskyní a propastí v tomto masívu.
V roce 2007 speleolog Gennadij Samochin zde naměřil hloubku 2191 metrů. V srpnu roku 2024 zde provedla nový průzkum dvacetičlenná expedice z krymské univerzity a ruské geografické a speleologické společnosti. Zúčastnil se jí rovněž Gennadij Samochin, předseda Krymské sekce Ruské geografické společnosti a pedagog z Krymské federální univerzity Vernadského, který oznámil, že nově se zde podařilo naměřit maximální hloubku 2224 metrů. Kruberova jeskyně byla na základě tohoto údaje označena jako nejhlubší jeskyně na světě.

## Poloha a okolí

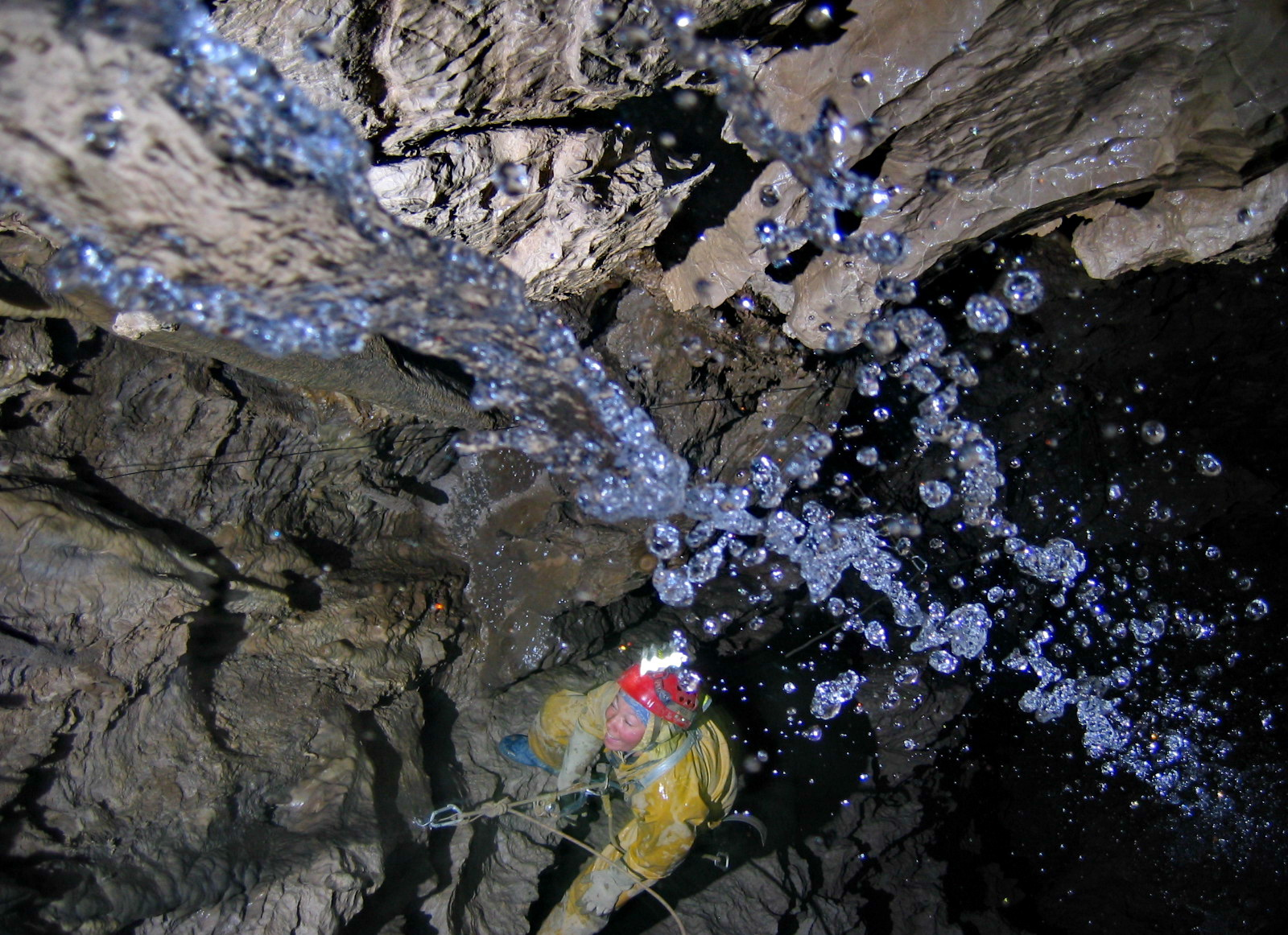
Vodopád v hloubce 1340 metrů

Kruberova jeskyně se nachází v Abcházii, v západním Kavkazu na jednom z největších vysokohorských vápencových masívů – masívu Arabika v údolí Ortobalagan. Podle měření z roku 2024 se jedná o nejhlubší známou přírodní jeskyni světa a zároveň jednu je dvou jeskyní na světě, hlubších než 2000 metrů. Ve stejné oblasti se nachází Verjovkinova jeskyně, která má hloubku 2 212 metrů.
Vchod do jeskyně se nachází ve výšce přibližně 2250 m n. m. Jeskynní systém je rozvětven do několika slepých větví, zejména do hloubky 400 metrů. Jeskyně vznikla v masívu křídových a jurských vápenců. Na severozápad, sever, severovýchod a východ je masív Arabika ohraničen kaňony a řekami. Je to oblast s četnými ledovcovými údolími a kary, s hřebeny a vrcholy mezi nimi. Mezi několika stovkami jeskyní známých v masívu Arabika je 15 hlubších než 400 metrů a pět hlubších než 1000 metrů. Všechny větší jeskyně v údolí Ortobalagan pravděpodobně patří k jednomu hydrologickému systému, který je spojen s velkými prameny na pobřeží Černého moře.

## Geologie
Údolí Ortobalgan se táhne podél hřebenu Berchil’ské antiklinály, která se jemně stáčí k severozápadu. Jeskynní vchody jsou seřazeny podél hřebenu. Jeskyně jsou převážně tvořeny kombinacemi šachet a strmých chodeb. Základní část masívu Arabika se skládá z pískovců, jílů, porfyrů a zatuhlé lávy. Písčité vápence jsou v údolí Ortobalgan zvláště bohaté v horní části (do 1000 metrů) hlubokých jeskyň. Struktura masívu řídí rozvoj jeskyně a proudění podzemní vody. Největší vliv na vývoj oběhu podzemní vody v jeskyni měly zdvihy desek v období pliocénu a pleistocénu. V proudění podzemní vody z centra Ortobalganu směrem k Černému moři hrálo roli podélné i příčné vlnění.

## Hydrologie
Nejvíce vodopádů a pramenů se nachází na východě masívu Arabika. Dva hlavní prameny se nacházejí v říčních kaňonech na východ od jeskyně Voronja. Goluboe Ozero v Bzybském kaňonu a Gegsky vodopád v kaňonu Gega. Mnoho dalších pramenů se nachází v blízkém městě Gagra. O podmořských pramenech v oblasti Arabika je známo, že pod tlakem vyvěrají ze dna černého moře hned u masívu. Mělkých pramenů (v hloubce 5–7 metrů) může být dosaženo volným potápěním u Tsandripsh. U města Gagra jsou prameny v moři hloubce 25–30 metrů.

## Biologie
Jeskyně Voronja je obývána mnohými endemickými druhy živočichů, které objevila expedice až v roce 2010. Jeskyně je například obývána chvostoskoky: Anurida stereoodorata, Deuteraphorura kruberaensis, Schaefferia profundissima, Plutomurus ortobalaganensis. Jsou to první podzemní živočichové, kteří žijí v hloubce až 1980 metrů pod vchodem do jeskyně. Brouk Catops cavicis také obývá jeskyni Voronja. Živočišná složka v jeskyni Voronja se skládá z více než 12 druhů členovců různých skupin. Např.: pavouci, korýši, chvostoskoci, dvoukřídlí a další.

## Historie průzkumu
Jeskyně byla poprvé více prozkoumána v roce 1960 gruzínskými speleology, kteří dosáhli hloubky 95 m. Od té doby je v Rusku známa jako Kruberova jeskyně. Během 80. a první poloviny 90. let působili v jeskyni téměř výhradně ukrajinští speleologové, od nichž pochází i třetí název (Voronja).
Hranici hloubky jednoho kilometru pokořila opět ukrajinská výprava v roce 2000. O rok později spojenými silami Rusové a Ukrajinci vytvořili světový rekord sestoupením na hloubku 1710 metrů pod povrchem. Tato cesta se později ukázala jako slepá.
V letech 2003–2005 byla opuštěna doposud využívaná větev chodby a začal průzkum delší štoly, která dovedla další mezinárodní expedice postupně na hloubku 2080 metrů (říjen 2004). Rok 2007 začal lednovým posunutím rekordu na 2 170 metrů. Této expedice se zúčastnili i dva čeští speleologové Oldřich Štos a Zdeněk Dvořák. V srpnu téhož roku byla hloubka posunuta na 2191 metrů. Poslední rekordní sestup Samochina tak byl například sice „pouhých“ šest metrů do hloubky, speleolog však musel překonat vzdálenost 46 metrů pod vodou. Celkové délka jeskynního systému Krubera-Voronja je nyní přes 15 kilometrů a aktuální hloubka 2 224 m.